# Prise de Saint-Louis du Sénégal
Guerre de Sept Ans
Batailles
- Minorque (navale) (1756)
- Pirna (1756)
- Lobositz (1756)
- Reichenberg (1757)
- Prague (1757)
- Kolin (1757)
- Hastenbeck (1757)
- Gross-Jägersdorf (1757)
- Moys (1757)
- Rochefort (1757)
- Rossbach (1757)
- Breslau (1757)
- Leuthen (1757)
- Carthagène (navale) (1758)
- Olomouc (1758)
- Saint-Malo (1758)
- Rheinberg (1758)
- Krefeld (1758)
- Domstadl (1758)
- Cherbourg (1758)
- Zorndorf (1758)
- Saint-Cast (1758)
- Tornow (1758)
- Lutzelberg (1758)
- Hochkirch (1758)
- Bergen (1759)
- Kay (1759)
- Minden (1759)
- Kunersdorf (1759)
- Neuwarp (navale) (1759)
- Hoyerswerda (1759)
- Baie de Quiberon (navale) (1759)
- Maxen (1759)
- Meissen (1759)
- Glatz (1760)
- Landshut (1760)
- Corbach (1760)
- Emsdorf (1760)
- Dresde (1760)
- Warburg (1760)
- Liegnitz (1760)
- Rhadern (1760)
- Berlin (1760)
- Kloster Kampen (1760)
- Torgau (1760)
- Belle-Île (1761)
- Langensalza (1761)
- Cassel (1761)
- Grünberg (1761)
- Villinghausen (1761)
- Ölper (1761)
- Kolberg (1761)
- Wilhelmsthal (1762)
- Burkersdorf (1762)
- Lutterberg (1762)
- Reichenbach (1762)
- Almeida (1762)
- Valencia de Alcántara (1762)
- Nauheim (1762)
- Vila Velha de Ródão (1762)
- Cassel (1762)
- Freiberg (1762)

- Jumonville Glen (1754)
- Fort Necessity (1754)
- Fort Beauséjour (1755)
- 8 juin 1755
- Monongahela (1755)
- Petitcoudiac (1755)
- Lac George (1755)
- Fort Bull (1756)
- Fort Oswego (1756)
- Kittanning (1756)
- En raquettes (1757)
- Pointe du Jour du Sabbat (1757)
- Fort William Henry (1757)
- German Flatts (1757)
- Lac Saint-Sacrement (1758)
- Louisbourg (1758)
- Le Cran (1758)
- Fort Carillon (1758)
- Fort Frontenac (1758)
- Fort Duquesne (1758)
- Fort Ligonier (1758)
- Québec (1759)
- Fort Niagara (1759)
- Beauport (1759)
- Plaines d'Abraham (1759)
- Sainte-Foy (1760)
- Neuville (1760)
- Ristigouche (navale) (1760)
- Mille-Îles (1760)
- Signal Hill (1762)

- Cap-Français (1757)
- Martinique (1759)
- Guadeloupe (1759)
- Dominique (1761)
- Martinique (1762)
- Cuba (1762)

- Chandernagor (1757)
- Plassey (1757)
- Gondelour (1758)
- Négapatam (navale) (1758)
- Condore (1758)
- Madras (1758)
- Pondichéry (navale) (1759)
- Masulipatam (1759)
- Chinsurah (1758)
- Wandiwash (1760)
- Pondichéry (1760-1761)
- Manille (1762)

- Saint-Louis (1758)
- Gorée (1758)
- Gambie

La prise de Saint-Louis du Sénégal a lieu au printemps 1758 lorsqu'un corps expéditionnaire britannique débarque sur les côtes du Sénégal et capture l'établissement français de Saint-Louis, pendant la guerre de Sept Ans.

## Contexte
Le projet de capture de l'établissement français est imaginé et conçu par le marchand américain Thomas Cumming qui s'était rendu en Afrique de l'Ouest et avait étudié la faisabilité, pour les Britanniques, de prendre la ville. Le plan est construit autour de la domination des océans par les Britanniques et au retrait relatif de la Marine française. Une escadre, placée sous les ordres du capitaine de la Royal Navy, Henry Marsh quitterait l'Angleterre à destination des côtes d'Afrique de l'Ouest, avec pour objectif de débarquer une force amphibie à proximité de l'embouchure du fleuve Sénégal. Cette force devrait ensuite capturer le fort français de Saint-Louis. Cumming avait envisagé de mobiliser des forces africaines locales qui se joindraient aux Britanniques à leur arrivée et qui leur apporteraient leur concours dans l'attaque.
Les établissements français avaient un grand intérêt économique dans la mesure où ils servaient de carrefours commerciaux et de centres pour la traite négrière. Ils avaient également un intérêt stratégique, de par leur localisation, ils pouvaient servir de base de ravitaillement sur la côte est de l'océan Atlantique et permettre le contrôle des routes maritimes existantes entre l'Europe et l'Asie. Leur capture était donc totalement justifiée d'un point de vue britannique. Les représentants de la Royal African Company se mobilisent également fortement en faveur de ce projet.
De telles expéditions faisaient partie de la stratégie du Southern Secretary William Pitt qui consistait à attaquer les établissements coloniaux français afin que le pays détourne son effort de guerre, qui jusque-là était principalement concentré en Allemagne contre le royaume de Prusse et l'électorat de Hanovre, alliés de la Grande-Bretagne.

## L'expédition

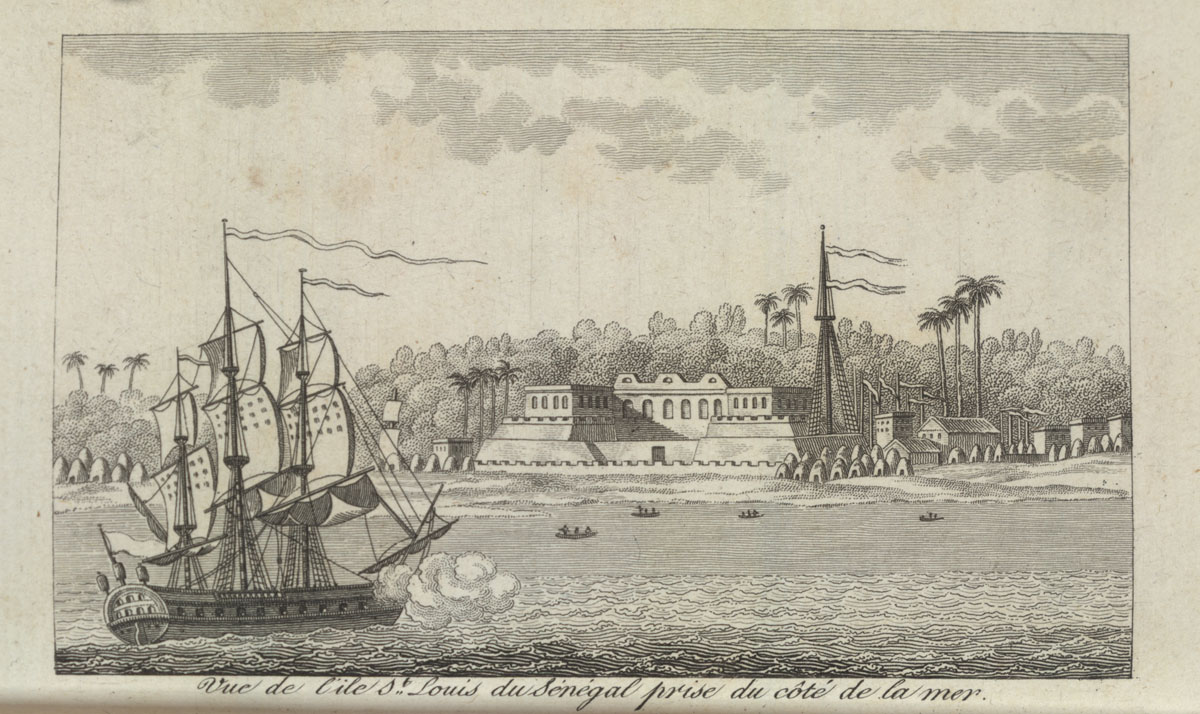
L'établissement de Saint-Louis en 1780.

Deux cents hommes et deux navires de guerre prennent part à l'expédition. La flotte quitte Plymouth au début de l'année 1758 et, après une brève escale à Tenerife pour se ravitailler, elle atteint les côtes d'Afrique de l'Ouest en avril. Cumming se rend à terre pour lier des alliances avec les tribus locales, s'assurer leur soutien et leur demander d'assurer un blocus terrestre du fort. 
Marsh fait alors débarquer ses troupes. L'arrivée soudaine de troupes britanniques prend la garnison française par surprise. Le 1er mai 1758, le fort capitule et les commerçants locaux jurent allégeance aux Britanniques. La capture du fort de Saint-Louis se fait sans victimes dans les deux camps.
Les navires de Cumming prennent le chemin du retour remplis de biens saisis pour une valeur de plusieurs centaines de milliers de livres. Pitt est extrêmement satisfait de la facilité avec laquelle les forces britanniques se sont emparées de Saint-Louis. Il est également impressionné par la quantité de gomme arabique qui est rapportée en Grande-Bretagne, ouvrant une source d'approvisionnement bien moins chère pour les marchands de soie.
Forts de ce succès, les Britanniques lancent deux nouvelles expéditions la même année, la première capture l'île de Gorée et la seconde le comptoir français de Gambie. Pitt aurait aimé lancer de nouvelles expéditions mais il se heurte à l'opposition du duc de Newcastle qui craignait que mobiliser des troupes affectées à la défense des îles Britanniques les rendrait vulnérables à une invasion.

## Conséquences
Avec ses attaques au Canada, dans les Indes occidentales et aux Philippines, la prise de Saint-Louis du Sénégal démontre que la Royal Navy a la possibilité de projeter des troupes sur tous les continents. Les Européens se battent désormais pour le contrôle des ressources naturelles sur plusieurs continents ce qui fera dire à certains historiens que la guerre de Sept Ans est la première « guerre mondiale ».
La question des comptoirs d'Afrique de l'Ouest sera l'un des grands points de désaccords entre la Grande-Bretagne et la France lors des négociations qui mèneront à la signature du traité de Paris de 1763. Les négociations portent alors sur la restitution de certains comptoirs capturés. Les Britanniques sont assez réticents à restituer toute possession sur le continent mais se déclarent prêts à rendre Gorée. Finalement, le royaume de Grande-Bretagne conservera ses possessions sur le continent.
Les Britanniques souhaitent développer leur présence en Afrique de l'Ouest et envisagent d'utiliser le Sénégal comme un point de départ. Ils mettent sur pied un Africa Corps, une unité spéciale de troupes placées sous le commandement de Charles O'Hara, dont la mission était de protéger leur nouvelle possession.
Les Français sont contrariés par la perte de cette importante colonie et planifient de la reprendre au cours d'un futur conflit avec la Grande-Bretagne. En 1764, les Français lancent une incursion contre la côte du Sénégal à partir de Gorée ce qui contrariera le gouvernement britannique. En 1779, pendant la guerre d'indépendance des États-Unis une force française débarque au Sénégal et reprend le contrôle de Saint-Louis que la France conserve à l'issue du traité de Paris qui met un terme au conflit en 1783. Le contrôle français sur ce territoire ne prendra cependant réellement de l'ampleur qu'à partir du XIXe siècle et le fort développement de la colonisation de l'Afrique.

### Sources et bibliographie
- (en) Fred Anderson, Crucible of War : The Seven Years' War and the fate of Empire in British North America, 1754–1766, Faber and Faber, 2000
- (en) Peter Douglas Brown, William Pitt, Earl of Chatham : The Great Commoner, George Allen & Unwin, 1978
- (en) Jonathan R. Dull, The French Navy and the Seven Years' War, University of Nebraska, 2005
- (en) Frank McLynn, 1759 : The Year Britain Became Master of the World, Pimlico, 2005
- (en) Brendan Simms, Three Victories and a Defeat : The Rise and Fall of the First British Empire, Penguin Books, 2008